# Felix M
Felix M este o serie de calculatoare mini și micro profesionale românești. Printre variantele sale se numără Felix M18, Felix M18B, Felix M118GS (pe 8 biți, cu procesor Intel 8080), Felix M-216 (pe 16 biți, cu procesor Intel 8086).
Varianta Felix M-216 a fost concepută în 1982 pentru a asigura trecerea la procesoare pe 16 biți și familiarizarea cu Intel 8086, procesor ce urma să fie folosit la calculatorul Felix PC.